# 沙蒂永
沙蒂永（法語：Châtillon，法語發音：[ʃatijɔ̃] ⓘ）是法国法蘭西島大區上塞纳省的一个市镇，属于安东尼区。

## 地理
沙蒂永（48°48'4"N, 2°17'19"E）面积2.92 平方千米，位于法国法蘭西島大區上塞纳省，该省份为法国北部内陆省份，毗邻巴黎。
与沙蒂永接壤的市镇（或旧市镇、城区）包括：丰特奈欧罗斯、克拉马、马拉科夫、蒙鲁日、巴涅。

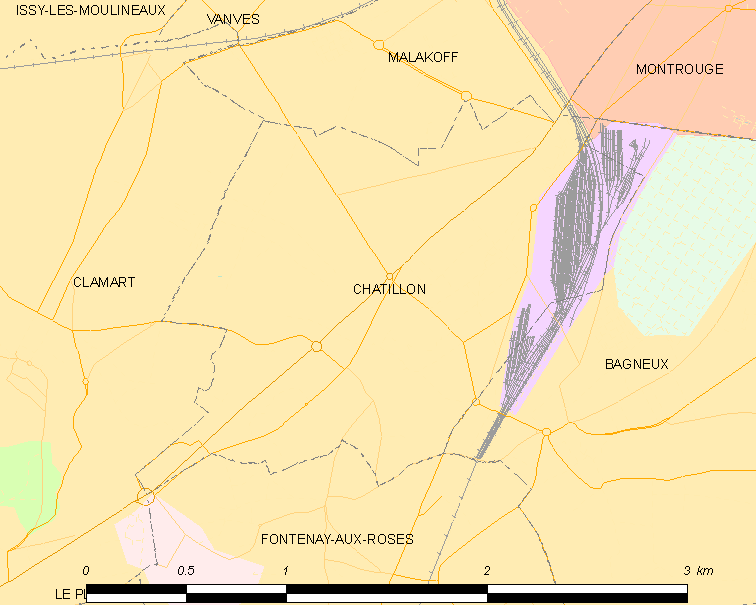
沙蒂永的OSM定位图

沙蒂永的时区为UTC+01:00、UTC+02:00（夏令时）。

## 行政
沙蒂永的邮政编码为92320，INSEE市镇编码为92020。

## 政治
沙蒂永所属的省级选区为沙蒂永县。

## 人口

1962-2008年间沙蒂永人口变化图示

沙蒂永于2022年1月1日时的人口数量为36224人。

## 友好城市
- 意大利真扎诺-迪罗马
- 德国梅泽堡